# Kurtis Blow (альбом)
Kurtis Blow — дебютный студийный альбом американского рэп-исполнителя Кёртиса Блоу, выпущенный фирмой Mercury Records на грампластинках 29 сентября 1980 года.
Альбом состоит из семи треков и был записан в студии Greene Street Recording Studios в Нью-Йорке. Тексты для альбома написали Джеймс Биггс Мур, Кёртис Блоу, Роберт Форд, Расселл Симмонс, Уильям Варинг. Музыку для альбома создали Дензил Миллер, Ларри Смит, Джеймс Биггс Мур, Джимми Брэлауэр. Также был использован текст и музыка Рэнди Бэкмена в кавер-версии «Takin’ Care of Business» хард-рок-группы Bachman-Turner Overdrive, одной из первых попыток скрещивания хип-хопа и рок-н-ролла. Музыка в альбоме представлена в жанрах диско («Rappin’ Blow, Pt. 2», «Way Out West», «Throughout Your Years»), фанк («The Breaks», «Hard Times»), соул («All I Want in This World»), рок («Takin’ Care of Business»).
Является первым рэп-альбомом, выпущенным на крупном лейбле. 22 ноября 1980 года альбом достиг 71 места в чарте Billboard 200 и 10 места в чарте Top R&B/Hip-Hop Albums в американском журнале Billboard. Альбом содержит три сингла, которые попали в чарты журнала Billboard: «The Breaks», «Throughout Your Years» и «Hard Times». В 1998 году альбом был впервые выпущен на компакт-дисках и дополнен двумя треками: «Christmas Rappin’» (1979) и «The Breaks (Instrumental)» (1980). В 2020 году альбом занял 71 место в списке «Величайших 80 альбомов 1980 года» журнала Rolling Stone.
Выходу альбома предшествовал 8-минутный дебютный сингл «Christmas Rappin’», который был выпущен к Рождеству 19 декабря 1979 года и разошёлся тиражом более 370 тысяч копий. Однако в альбом вошла только вторая половина этой диско-композиции под именем «Rappin’ Blow, Pt. 2». Второй по счёту сингл «The Breaks» был выпущен 14 июня 1980 года, продан тиражом более 500 тысяч экземпляров в Соединённых Штатах и сертифицирован RIAA как «золотой» спустя два месяца после выхода, 19 августа 1980 года. Является первым по счёту сертифицированным «золотым» рэп-синглом и вторым по счёту сертифицированным «золотым» 12-дюймовым синглом в истории музыки. «The Breaks» помог продвинуть рэп в мейнстрим с помощью радио. В 2008 году песня заняла 10 место в списке VH1 «100 величайших хип-хоп-песен».

## Об альбоме
В 1979 году 20-летний диск-жокей Кёртис Блоу учился в колледже по специальности «Коммуникации» и посещал Высшую школу музыки и искусства (англ. High School of Music & Art) и был партнёром Расселла Симмонса. В октябре 1979 года, когда вышел сингл «Rapper’s Delight», Расселл убедил Джей Би Мура и Роберта «Рокки» Форда, авторов статей для американского журнала Billboard, приехать и посмотреть на Блоу в ночной клуб Disco Fever в Куинсе, а после убедил их записать сингл. Их первая встреча состоялась в квартире блюзового музыканта-гитариста Джей Би Мура, где сидел журналист Роберт Форд, его друг бас-гитарист Ларри Смит и молодой пианист из группы Creative Funk Дензил Миллер. За столом они решили написать песню о Рождестве. В то время была популярна группа Chic, чья песня «Good Times» легла в основу басовой партии «Rapper’s Delight», поэтому Блоу выбрал звучание, которое будет «чем-то средним между Джеймсом Брауном и Chic». Спустя много лет он назвал этот стиль музыки «прогрессивным диско-фанком». После они отправились в студию, чтобы записать песню «Christmas Rappin’». Мур и Форд стали продюсерами Блоу. Роберт Форд отправил песню на 22 разных лейбла, но она понравилась только двум людям. Одним из них был Кори Роббинс из Panorama Records, который не смог продать песню своему начальству и уволился оттуда, после чего основал собственный лейбл под названием Profile Records и три года спустя подписал контракт с Run-D.M.C.
Другим человеком, которому понравилась песня, был Джон Стейнс из Mercury Records в Лондоне, Англия. Блоу заключил с ним сделку, и поскольку по контракту он был британским артистом из Лондона, то его песня вернулась в Америку по импорту. Это был 12-дюймовый сингл «Christmas Rappin’», который разошёлся тиражом более 370 тысяч копий. Сингл был выпущен к Рождеству 19 декабря 1979 года, но песня звучала в клубах вплоть до лета 1980 года. Поскольку песня стала хитом, то Блоу смог выпустить ещё один сингл «The Breaks» 14 июня 1980 года, который разошёлся тиражом 840 тысяч копий и был сертифицирован RIAA как «золотой» спустя два месяца после выхода, 19 августа 1980 года. «The Breaks» стал первым по счёту сертифицированным «золотым» рэп-синглом и вторым по счёту сертифицированным «золотым» 12-дюймовым синглом в истории музыки. Успех сингла позволил Блоу записать дебютный альбом в студии звукозаписи Greene Street Recording Studios в Нью-Йорке со звукоинженером Родди Хаи (Roddy Hui). Запись одной песни длилась с шести вечера до полуночи, а иногда и до двух часов ночи. В записи использовались только живые инструменты, живые барабаны. Блоу был первым, кто записал кантри-вестерн-рэп «Way Out West» и рок-н-ролльную рэп-песню «Takin’ Care of Business» (переработку песни Bachman-Turner Overdrive). Песня «Throughout Your Years» была мотивационной. В «Hard Times» он говорил о том, что происходило в их обществе в то время, Run-D.M.C. позже перепели эту песню. Блоу попытался спеть в песне под названием «All I Want in This World (Is to Find That Girl)» («Всё, чего я хочу в этом мире (это найти ту девушку)»), которая позже вдохновила LL Cool J на песню «I Need Love» («Мне нужна любовь»). Стихи для альбома в основном писали Джей Би Мур и Кёртис Блоу, и сочинили их в студии, вдохновляясь уже созданной музыкой.

## Критика
30 марта 1981 года музыкальный редактор газеты The Village Voice Роберт Кристгау поставил альбому оценку «B+» и отметил, что в фанк-композиции «The Breaks», слова Блоу, которые он написал как соавтор, умнее, чем у конкурентов. А пение Блоу, по мнению Роберта Кристгау, не сулит ничего хорошего ни его ритмам, ни его политике.

### Ретроспектива
В 2012 году Алекс Хендерсон из Allmusic присвоил ему четыре с половиной звезды, назвав фанк-композицию «Hard Times» «мощной жемчужиной», в которой Блоу обращается к социальным проблемам за два года до того, как Grandmaster Flash & the Furious Five популяризировали социально-политический рэп с «The Message» 1982 года. В балладе «All I Want in This World (Is to Find That Girl)» Блоу переключился с рэпа на пение и исполнил северный соул под влиянием The Chi-Lites. А после Блоу спел в неожиданном арена-рок-кавере на песню «Takin' Care of Business» группы Bachman-Turner Overdrive.
В 2012 году Джон Буш из Allmusic, подчеркнул, что «The Breaks» объединил все ингредиенты зарождающегося рэпа для вечеринок — повторяющийся фанк-рифф на гитаре, сопровождающийся хлопаньем в ладоши бас, вокал людей из тусовки — с социальной совестью, которая наполовину комична, наполовину предостерегает. По мнению автора, рэп Кёртиса Блоу никогда не был особенно хорош, он хорош для того, чтобы посмеяться разок-другой и сделать несколько предупреждений, пока импровизированный припев кричит: «Вот это брейк! Вот это брейк!».

## Список композиций
| №  | Название                   | Автор(ы)                                                  | Продюсер(ы)                                | Длительность |
| -- | -------------------------- | --------------------------------------------------------- | ------------------------------------------ | ------------ |
| 1. | «Rappin’ Blow, Pt. 2»      | Kurtis Blow, Robert Ford, Miller, J.B. Moore, Larry Smith | Denzil Miller, Lawrence Smith              | 4:41         |
| 2. | «The Breaks»               | J.B. Moore, Kurtis Blow, Robert Ford, Russell Simmons     | J.B. Moore, Lawrence Smith                 | 7:41         |
| 3. | «Way Out West»             | J.B. Moore                                                | J.B. Moore                                 | 7:40         |
| 4. | «Throughout Your Years»    | J.B. Moore, Kurtis Blow, William Waring                   | J.B. Moore                                 | 5:17         |
| 5. | «Hard Times»               | Russell Simmons, William Waring                           | J.B. Moore, Jimmy Bralower, Lawrence Smith | 4:36         |
| 6. | «All I Want in This World» | J.B. Moore                                                | J.B. Moore                                 | 4:59         |
| 7. | «Takin’ Care of Business»  | Randy Bachman                                             | Randy Bachman                              | 5:31         |

| №  | Название                    | Автор(ы)                             | Продюсер(ы)                   | Длительность |
| -- | --------------------------- | ------------------------------------ | ----------------------------- | ------------ |
| 8. | «Christmas Rappin’»         | J.B. Moore, Kurtis Blow, Robert Ford | Denzil Miller, Lawrence Smith | 3:55         |
| 9. | «The Breaks (Instrumental)» |                                      | J.B. Moore, Lawrence Smith    | 5:50         |

## Участники записи

### Музыканты
- Вокал: Kurtis Blow, Sudana Bobatoon, Wayne Garfield, Sheila Spencer, William Waring, Adam White
- Гитара: Eddie Martinez, J.B. Moore, Dean Swenson, John Tropea
- Клавишные: Onaje Allan Gumbs, J.B. Moore
- Бас-гитара: Craig Short, Tom Wolk
- Ударные: Jimmy Bralower

### Продакшн
- Продюсеры: Robert Ford & J.B. Moore
- Звукоинженер: Rod Hui
- Ассистенты звукоинженера: Erik Block, Paula Stevens, Lisa Zimet
- Сведение: Vincent Davis
- Мастеринг: Suha Gur

## Чарты

### Еженедельные чарты
| Чарт (1980)                            | Высшая позиция |
| -------------------------------------- | -------------- |
| США (Billboard 200)                    | 71             |
| США (Billboard Top R&B/Hip-Hop Albums) | 10             |

### Синглы
| 1980 | «The Breaks (Part 1)»   | 87 | 4  | 9  |
| 1980 | «Throughout Your Years» | -  | 31 | 75 |
| 1981 | «Hard Times»            | -  | 75 | -  |